# Stortjärnen (Åsarne socken, Jämtland, 697274-137867)
Stortjärnen är en sjö i Bergs kommun i Jämtland och ingår i Ljungans huvudavrinningsområde. Sjön har en area på 0,105 kvadratkilometer och ligger 527,2 meter över havet. Sjön avvattnas av vattendraget Ekorrbäcken.

## Delavrinningsområde
Stortjärnen ingår i det delavrinningsområde (697664-137822) som SMHI kallar för Mynnar i Ytter-Grucken. Medelhöjden är 656 meter över havet och ytan är 13,08 kvadratkilometer. Räknas de 3 avrinningsområdena uppströms in blir den ackumulerade arean 40,46 kvadratkilometer. Ekorrbäcken som avvattnar avrinningsområdet har biflödesordning 2, vilket innebär att vattnet flödar genom totalt 2 vattendrag innan det når havet efter 295 kilometer. Avrinningsområdet består mestadels av skog (94 procent). Avrinningsområdet har 0,21 kvadratkilometer vattenytor vilket ger det en sjöprocent på 1,6 procent.